# 별해면목
별해면목은 보통해면류에 속하는 목의 하나이다. 이 목의 속하는 일부 생물은 대모거북의 먹이가 된다.

## 하위 과
- 별해면과 (Ancorinidae) Schmidt, 1870
- Calthropellidae Lendenfeld, 1907
- 죠디아해면과 (Geodiidae) Gray, 1867
- 시루해면과 (Pachastrellidae) Carter, 1875
- Theneidae Carter, 1883
- Thoosidae Cockerell, 1925
- Thrombidae Sollas, 1888
- Vulcanellidae Cárdenas, Xavier, Reveillaud, Schander & Rapp, 2011